# Slammiversary (2008)
Slammiversary 2008 fue la cuarta edición anual del evento PPV de lucha libre profesional Slammiversary, producido por la Total Nonstop Action Wrestling. Tendrá lugar el 8 de junio de 2008 desde el DeSoto Civic Center en Southaven, Misisipi. La frase utilizada para Slammiversary 2008 será "Shake, Rattle and Roll".

## Resultados
- Dark match: Motor City Machine Guns (Alex Shelley & Chris Sabin) derrotaron a Lance Hoyt & Johnny Devine[2]

- Petey Williams (con Scott Steiner y Rhaka Khan) derrotó a Kaz reteniendo el Campeonato de la División X de la TNA. (15:21)
  - Williams cubrió a Kaz después de "Canadian Destroyer".
  - Tras el combate, Abyss regresó a la TNA y atacó a Steiner, Williams y a Khan, aplicando un "Black Hole slam" a cada uno.

- Gail Kim, O.D.B. & Roxxi derrotaron a The Beautiful People (Angelina Love & Velvet Sky) & Moose. (10:14)
  - O.D.B. cubrió a Moose después de una "Running Powerslam".

- Latin American Xchange (Homicide & Hernández) (con Salinas y Héctor Guerrero) derrotaron a Team 3D (Brother Ray & Brother Devon) reteniendo el Campeonato Mundial por Parejas de la TNA.
  - Homicide cubrió a Ray con un "Roll-up".

- Awesome Kong (con Raisha Saeed) derrotó a Serena Deeb en un $25,000 Fan Challenge. (2:26)
  - Kong cubrió a Deeb después de un "Implant Buster".

- Awesome Kong (con Raisha Saeed) derrotó a Josie en un $25,000 Fan Challenge.
  - Kong cubrió a Josie después de un "Awesome Bomb".

- A.J. Styles derrotó a Kurt Angle (con Tomko). (22:45)
  - Styles cubrió a Angle después de un "Styles Clash".
  - Tras el combate, Angle golpeó a Styles con una silla.

- Samoa Joe derrotó a Robert Roode, Booker T, Rhino y Christian Cage en un King of the Mountain match (con Kevin Nash como árbitro especial) reteniendo el Campeonato Mundial Peso Pesado de la TNA. (19:44)
  - Booker se clasificó tras cubrir a Rhino después de un "Book-end".
  - Roode se clasificó tras cubrir a Christian después de golpearlo con una silla.
  - Rhino se clasificó tras cubrir a Roode con un "Roll-up".
  - Christian se clasificó tras cubrir a Booker T después de una "Frog splash".
  - Joe se clasificó tras cubrir a Roode después de un "Muscle Buster".
  - Joe colgó el título para ganar.
  - Joe ha sido el primer y único luchador en retener un título en un King of the Mountain.

### Luchas clasificatorias para el King of the Mountain
- Robert Roode derrotó a Matt Morgan - (iMPACT!, 22 de mayo)
- Booker T derrotó a A.J. Styles - (iMPACT!, 22 de mayo)
- Christian Cage derrotó a Tomko - (iMPACT!, 29 de mayo)
- Rhino derrotó a James Storm - (iMPACT!, 29 de mayo)